# Universidade Federal dos Vales do Jequitinhonha e Mucuri
A Universidade Federal dos Vales do Jequitinhonha e Mucuri (UFVJM) é uma universidade pública brasileira sediada na cidade de Diamantina, estado de Minas Gerais, no Brasil. Foi criada em 6 de setembro de 2005, pela Lei n.º 11.173, publicada em 8 de setembro de 2005, que transformou as Faculdades Federais Integradas de Diamantina em UFVJM. Em 2006, foi criado o Campus do Mucuri, em Teófilo Otoni e em 2014, foram criados dois novos campi, nas cidades de Janaúba e Unaí.

## História

### 71anos de tradição em ensino -19anos de universidade
Em setembro de 1953, visando ao desenvolvimento da região, Juscelino Kubitschek de Oliveira funda a Faculdade de Odontologia de Diamantina. Desenhada por Niemeyer, na época ainda uma promessa da arquitetura, a Faculdade acabou tornando-se a semente da qual germinaria a Universidade Federal dos Vales do Jequitinhonha e Mucuri.
No dia 17 de dezembro de 1960, foi transformada em Faculdade Federal de Odontologia (Fafeod) e, no dia 4 de outubro de 2002, pautada na busca pela excelência em ensino e apoio à comunidade regional, passou a ser denominada Faculdades Federais Integradas de Diamantina (Fafeid). Passou a oferecer, além de Odontologia, os cursos de Enfermagem, Farmácia, Nutrição e Fisioterapia, na área de Ciências da Saúde, e de Agronomia, Engenharia Florestal e Zootecnia, nas Ciências Agrárias.
Em 8 de setembro de 2005 foi publicada a Lei 11.173 no Diário Oficial da União, que transformou as Faculdades Federais Integradas de Diamantina em Universidade Federal dos Vales do Jequitinhonha e Mucuri – UFVJM. A implantação da universidade nos referidos vales representou a interiorização do ensino público superior no estado de Minas Gerais, possibilitando a realização do sonho da maioria dos jovens aqui inseridos de prosseguir sua formação acadêmica. Além disso, a instituição destaca-se por sua importância para o desenvolvimento econômico e sociocultural da região, através da geração de emprego e renda e da redução da desigualdade social existente no país.
Com a transformação em universidade, foram criadas 390 vagas anuais, e novos cursos, como licenciatura em Física, Química, Ciências Biológicas e Educação Física, além de bacharelados em Engenharia Hídrica, Sistemas de Informação e Turismo, chegando a um total de 33 cursos, escolhidos com base nas necessidades e vocações regionais, já que a instituição passou a abranger uma nova região, o Vale do Mucuri, e ganhou um novo campus, no município de Teófilo Otoni.
O passar dos anos só confirmou seu crescimento, com a criação de cursos de mestrado, doutorado e de educação a distância. Aos campi de Diamantina e Teófilo Otoni somaram-se três fazendas experimentais, localizadas nos municípios de Couto de Magalhães de Minas, Serro e Curvelo.  Desde o primeiro semestre de 2014, começaram a funcionar mais dois campi: o de Janaúba e o de Unaí e a universidade passou a abranger também as regiões Norte de Minas e Noroeste de Minas. Mais cursos criados, como as Engenharias Física, de Materiais, de Minas, Metalúrgica e Agrícola, além de Química Industrial e Medicina Veterinária, e mais centenas de estudantes e famílias inteiras beneficiadas. Nesse mesmo ano foram criados os cursos de Medicina e Engenharia Geológica no Campus JK, em Diamantina, e Medicina no Campus do Mucuri, em Teófilo Otoni.
Atualmente, com mais de uma década de existência, a universidade já colhe frutos: são mais de 80 cursos e mais de 10 mil estudantes dos cursos de graduação presenciais e a distância, mais de 1.300 matriculados nos cursos de pós-graduação. 547 técnicos administrativos e 778 professores estão distribuídos e atuando em cinco campi.

### Faculdade Federal de Odontologia de Diamantina
A Faculdade de Odontologia de Diamantina foi criada pelo diamantinense Juscelino Kubitschek de Oliveira, por meio da Lei Estadual nº 990, de 30 de setembro de 1953.

### Federalização
A escola foi federalizada em 17 de dezembro de 1960, se tornando Faculdade Federal de Odontologia de Diamantina (Fafeod).
Em 4 de outubro de 2002 ocorreu a transformação da então Faculdade Federal de Odontologia de Diamantina (Fafeod) em Faculdades Federais Integradas de Diamantina (Fafeid), após o MEC autorizar os novos cursos de Farmácia-Bioquímica, Fisioterapia, Nutrição, Agronomia, Engenharia Florestal e Zootecnia, cursos estes que foram somados aos já existentes de Odontologia e Enfermagem.

### Universidade
Em 6 de setembro de 2005, pela Lei nº 11.173, o então presidente da república Luiz Inácio Lula da Silva transformou as Faculdades Federais Integradas de Diamantina na Universidade Federal dos Vales do Jequitinhonha e Mucuri - UFVJM., a partir daí vieram novos cursos, inicialmente 5 novos cursos de graduação, (Educação Física, Química, Ciências Biológicas, Turismo e Sistemas de Informação),  e um novo campus na cidade de Teófilo Otoni, no vale do Mucuri, onde surgiram inicialmente mais 8 novos cursos (Administração/Comércio Exterior, Ciências Contábeis, Economia, Matemática, Serviço Social e o bacharelado em ciência e tecnologia, este último permite ao graduando um acesso direto às áreas de engenharia civil, hídrica e produção).
Em 2009 foram criados dois cursos de bacharelado, bacharelado em humanidades e bacharelado em ciência e tecnologia, os dois permitiam, ao serem concluídos após 3 anos, o acesso à cursos que complementariam formação para uma engenharia (no caso do Bacharelado em ciência e tecnologia, que já existia em Teófilo Otoni) ou formação para professores (no caso do Bacharelado em Humanidades). Embora os BCTs ainda funcionem no mesmo modelo, o Bacharelado em Humanidades atualmente, ao ser concluído, não leva ao direito à inscrição em um curso de licenciatura ou Pedagogia, que são acessáveis via Sisu ou Sasi.
Os Cursos de Medicina viriam em 2014, tanto no campus Diamantina, tanto no campus Mucuri.
Surgiram em seguida os campi de Unaí (com cursos de Ciências Agrárias)  e Janaúba (com cursos de Engenharia).

## Organização
As Universidades Públicas no Brasil, em especial aquelas vinculadas ao Sistema Federal, adotam um modelo organizacional que se caracteriza por muitas similaridades em que predominam as decisões de Órgãos Colegiados. No caso da UFVJM, cuja forma de organização está sinteticamente representada nos dois organogramas que se seguem, há dois Colegiados Superiores: o Conselho Universitário, que estabelece as linhas políticas mestras da Universidade, e o Conselho de Ensino, Pesquisa e Extensão (CONSEPE), encarregado de detalhar e coordenar a política acadêmica da Instituição.
A estrutura da Reitoria – órgão básico da Administração Central da Universidade – conta, também, com as Pró-Reitorias, as Diretorias e as Assessorias, órgãos encarregados de dar consequência às decisões do Conselho Universitário e do CONSEPE.
A organização da UFVJM inclui, ainda, Unidades Acadêmicas - que possuem conselhos denominados de congregação -encarregadas de ministrar o ensino, desenvolver projetos de pesquisa e de extensão e, também, de prestar serviços à comunidade. Departamentos e cursos são subordinados às Unidades Acadêmicas. Cada curso é administrado por um Colegiado, cuja autoridade máxima é o Coordenador. Os estudantes são diretamente vinculados ao Colegiado de seu Curso.

## Cronologia resumida
| 1953 - Fundação da Faculdade de Odontologia de Diamantina (30 de setembro de 1953) pelo então Governador de Minas Gerais, Juscelino Kubitschek de Oliveira |
| 1954 - Início do primeiro curso de graduação: Bacharelado em Odontologia |
| 1960 - Federalização: Faculdade Federal de Odontologia de Diamantina (FAFEOD) |
| 1994 - Criação do primeiro curso de pós-graduação (Mestrado em Estomatologia) tendo funcionado até 2001 |
| 1997 - Criação do segundo curso de graduação: Bacharelado em Enfermagem |
| 2002 -Transformação em Faculdades Federais Integradas de Diamantina (FAFEID) com a criação de seis novos cursos (Bacharelados em Farmácia, Fisioterapia, Nutrição, Agronomia, Engenharia Florestal e Zootecnia)                                                                         |
| 2005 - Transformação em Universidade Federal dos Vales do Jequitinhonha e Mucuri (UFVJM) (6 de setembro de 2005) |
| 2006 - Expansão: Fundação do Campus do Mucuri, em Teófilo Otoni, com a criação de cinco novos cursos (Bacharelado em Administração, Ciências Contábeis, Ciências Econômicas, Serviço Social e Licenciatura em Matemática)                                                               |
| 2006 - Expansão: Campus JK, em Diamantina, criação de cinco cursos (Bacharelados em Sistemas de Informação e Turismo e Licenciaturas em Ciências Biológicas, Educação Física e Química)                                                                                                 |
| 2006 - Criação do curso de pós-graduação: Mestrado em Produção Vegetal |
| 2009 - Expansão: criação de 14 novos cursos nas áreas de Ciência e Tecnologia, Engenharias, Humanidades e Licenciaturas |
| 2009 - Expansão da oferta de cursos de pós-graduação com a criação de três novos Mestrados: em Zootecnia, Química e Ciências Fisiológicas |
| 2010 - Criação do primeiro curso de Doutorado: em Ciências Fisiológicas. E de dois outros cursos: Mestrados em Ciência Florestal e em Odontologia |
| 2011 - Início da oferta de Educação na modalidade a Distância (EaD) no Sistema UAB, com a criação de quatro cursos de graduação (Bacharelado em Administração Pública e Licenciaturas em Matemática, Física e Química) em 7 cidades/polos de apoio presencial (atualmente são 11 polos) |
| 2011 - Criação de dois novos cursos de pós-graduação: Mestrados Profissionais em Ensino em Saúde, e em Saúde, Sociedade e Ambiente |
| 2012 - Criação de novo curso de pós-graduação: Mestrado em Ciências Farmacêuticas |
| 2013 - Criação do novo curso de graduação: Licenciatura em Educação do Campo |
| 2013 - Criação de três cursos de pós-graduação: Mestrado/Doutorado em Biocombustíveis e Mestrados Profissionais em Ciências Humanas e em Gestão de Instituições Educacionais |
| 2014 - Criação de dois cursos de graduação no Campus JK: Bacharelado em Medicina e em Educação Física |
| 2014 - Expansão: Fundação do Campus de Janaúba, com a criação de seis cursos (Ciência e Tecnologia, Engenharia Física, Engenharia de Materiais, Engenharia de Minas, Engenharia Metalúrgica e Química Industrial)                                                                       |
| 2014 - Expansão: Fundação do Campus de Unaí, com a criação de cinco cursos (Ciências Agrárias, Agronomia, Engenharia Agrícola, Medicina Veterinária e Zootecnia) |
| 2014 - Criação do primeiro curso de pós-graduação do Campus do Mucuri em Teófilo Otoni: Mestrado Profissional em Tecnologia, Ambiente e Sociedade |
| 2014 - Criação do curso de Bacharelado em Medicina em Teófilo Otoni, Campus do Mucuri |

## Cursos oferecidos

### Campus I e Campus JK - Diamantina

#### Faculdade de Ciências Exatas (FACET)
- Química
- Sistemas de informação

#### Faculdade de Medicina de Diamantina (FAMED)
- Medicina

#### Faculdade de Ciências Agrárias (FCA)
- Agronomia
- Engenharia Florestal
- Zootecnia

#### Faculdade de Ciências Biológicas e da Saúde (FCBS)
- Ciências Biológicas
- Educação Física (licenciatura e Bacharelado)
- Enfermagem
- Farmácia
- Fisioterapia
- Nutrição
- Odontologia

#### Faculdade Interdisciplinar em Humanidades (FIH)
- Geografia
- Humanidades
- História
- Letras/ Espanhol
- Letras/ Inglês
- Pedagogia
- Turismo
- Licenciatura em Educação do Campo
- Bacharelado em Ciências Humanas

#### Instituto de Ciência e Tecnologia (ICT)
- Bacharelado em Ciência e Tecnologia
- Engenharia de Alimentos
- Engenharia Mecânica
- Engenharia Química
- Engenharia Geológica

### Campus do Mucuri - Teófilo Otoni

#### Faculdade de Ciências Sociais Aplicadas e Exatas (FACSAE)
- Administração
- Ciências Contábeis
- Ciências Econômicas
- Matemática
- Serviço Social

#### Faculdade de Medicina do Mucuri (FAMMUC)
- Medicina

#### Instituto de Ciência, Engenharia e Tecnologia (ICET)
- Bacharelado em Ciência e Tecnologia
- Engenharia Civil
- Engenharia Hídrica
- Engenharia de Produção

### Campus Janaúba

#### Instituto de Engenharia, Ciência e Tecnologia (IECT)
- Bacharelado em Ciência e Tecnologia
- Engenharia de Materiais
- Engenharia de Minas
- Engenharia Física

### Campus Unaí

#### Instituto de Ciências Agrárias (ICA)
- Ciências Agrárias
- Agronomia
- Zootecnia
- Engenharia Agrícola
- Medicina Veterinária

## Programas

### Programa de Assistência Estudantil
Conjunto de ações que têm por finalidade ampliar as condições de permanência dos estudantes em situação de vulnerabilidade socioeconômica, viabilizando a oportunidades ao acesso à graduação e contribuir para a redução das taxas de retenção e evasão.

### PET/Conexões de Saberes
Este projeto tem como meta estabelecer instrumentos para aumentar o índice de permanência de discentes oriundos de comunidades urbanas na universidade. O programa visa a modificações no projeto de monitoria, visando organizá-lo e criar planejamento específico, tornando-o mais eficiente e potencializando-o. Também realiza mapeamento das causas da retenção e da evasão, construindo em medidas que evidenciem o perfil do aluno e as possíveis mediações para possibilitar a sua permanência com qualidade.

### Programa Nacional de Pós Doutorado
Com apoio da CAPES, visa projetos de pesquisa científica, tecnológica e de inovação que visem:
- Absorção temporária de jovens doutores, com relativa experiência em Pesquisa, Desenvolvimento e Inovação (P&D&I)
- Reforço à pós-graduação e aos grupos de pesquisa nacionais
- Renovação de quadros nas universidades e instituições de pesquisa para a execução de ensino em nível de pós-graduação
- Expansão e consolidação de programas e ações induzidas das agências que participam desse programa
- Apoio à Política de Desenvolvimento Produtivo (PDP)
- Apoio às empresas de base tecnológica (EBTs) e às entidades setoriais de apoio à pesquisa, desenvolvimento e inovação nas empresas (ETSs);
- Desenvolvimento das ações dos Núcleos de Inovações Tecnológicas (NITs) das Instituições Científicas e Tecnológicas (ICTs).[15]